# Kurloff-Zelle

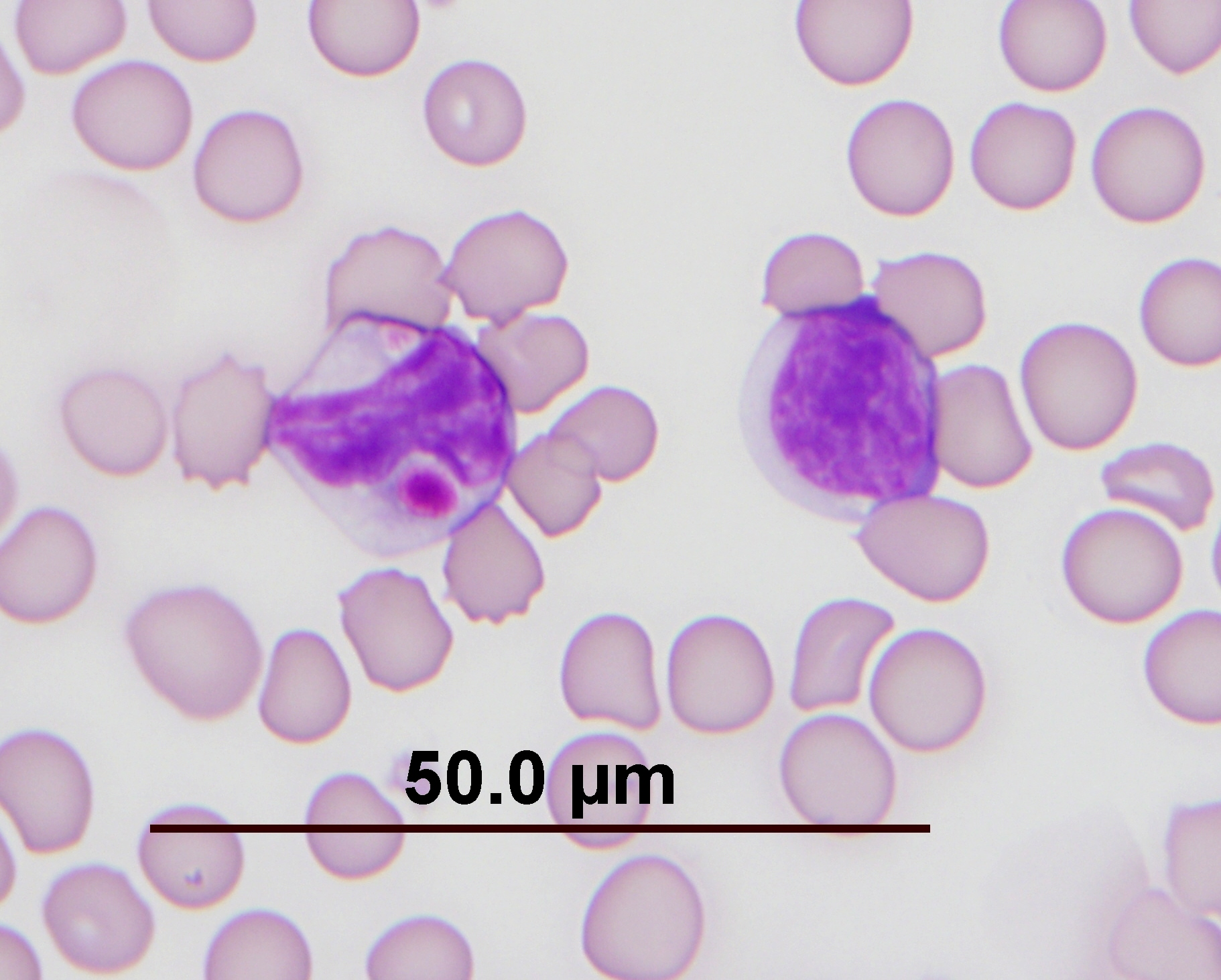
Kurloff-Zelle (links) und Lymphozyt (rechts) im Blut eines Meerschweinchens. Erythrozyten im Hintergrund

Als Kurloff-Zellen bezeichnet man eine Unterform der weißen Blutkörperchen bei Meerschweinchen. Es handelt sich um mononukleäre Zellen, vor allem Lymphozyten, die durch etwa 8 µm große, in den hämatologischen Standardfärbungen rötliche Einschlusskörperchen (Kurloff-Körperchen) gekennzeichnet sind. Man vermutet, dass Kurloff-Zellen eine besondere Ausprägung der NK-Zellen sind.
Der Gehalt des Blutes an Kurloff-Zellen steht bei weiblichen Tieren in Zusammenhang mit dem Östrogenspiegel. Während der Trächtigkeit können sie bis zu 4 % der weißen Blutkörperchen ausmachen.